# Suédo-Américains
Les Suédo-Américains sont les Américains ayant en partie ou en totalité des origines suédoises. La plupart des immigrés suédois sont arrivés par grands groupes d'immigrants à la fin du XIXe siècle et au début du XXe siècle.
Selon l'American Community Survey, pour la période 2012-2016, 3 908 762 personnes déclarent avoir des origines suédoises.
La plupart des Américains ayant une ascendance suédoise sont des luthériens affiliés à l'Église luthérienne ou au méthodisme.

## Histoire
Au milieu du XIXe siècle, les immigrés suédois se sont surtout installés dans le nord du Midwest, dans le Minnesota, le Wisconsin, l'Illinois, l'Iowa et dans les deux Dakota principalement, où ils forment une importante minorité de la population. La ville de Minneapolis est souvent considérée comme la municipalité recensant le plus d'Américains ayant des ancêtres suédois. L'équipe de football américain de la ville est ainsi appelée les Vikings du Minnesota en référence à cette forte immigration.
De nombreuses personnalités américaines sont d'origine suédoise. Dans le domaine du cinéma et de la télévision, les acteurs Mark Wahlberg, Jake Gyllenhaal, Uma Thurman, Jean Seberg, Richard Dean Anderson, Robert Englund et le réalisateur Steven Soderbergh ont des ancêtres suédois. Les musiciens Harry Nilsson, Todd Rundgren, Nils Lofgren et Kris Kristofferson sont également d'origine suédoise. L'astronaute Buzz Aldrin et l'aviateur Charles Lindbergh ont également des ancêtres suédois. Dans le domaine littéraire, Nelson Algren et Jonathan Franzen ont pareillement des origines suédoises.

## Liste de Suédo-Américains

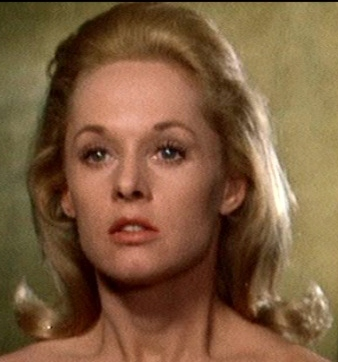
Tippi Hedren.

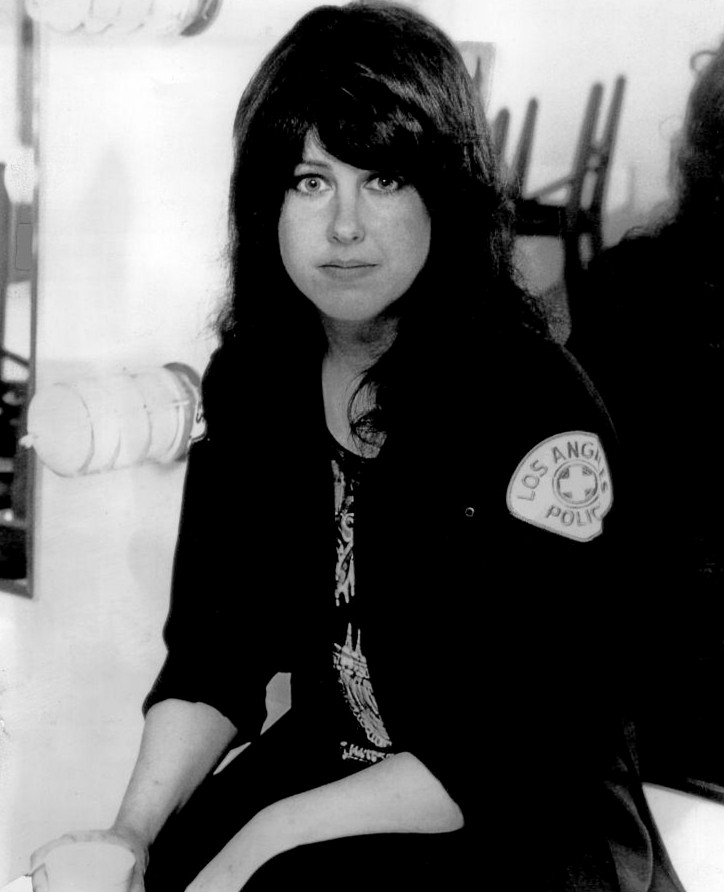
Grace Slick.

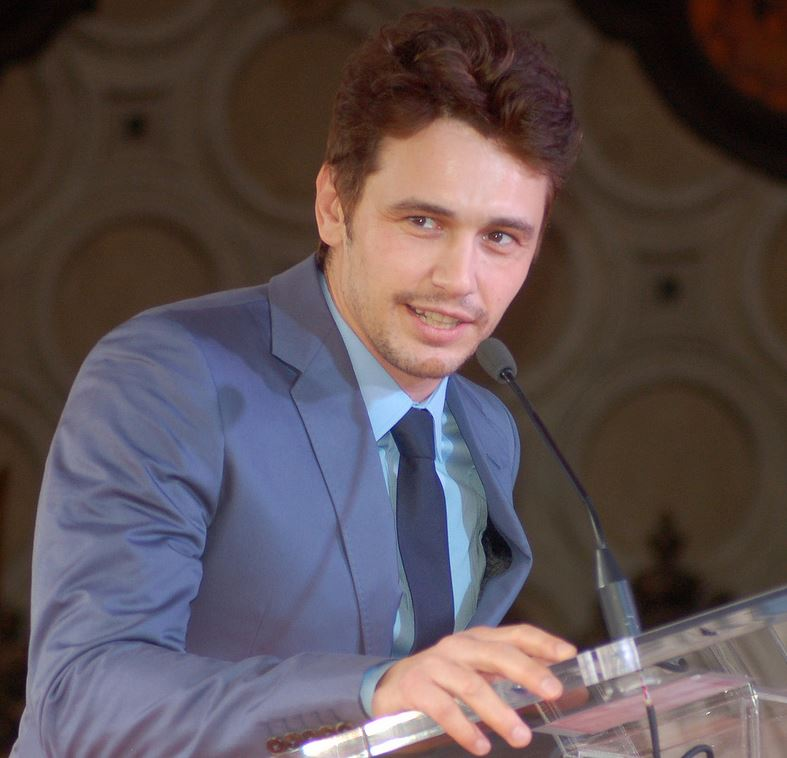
James Franco.

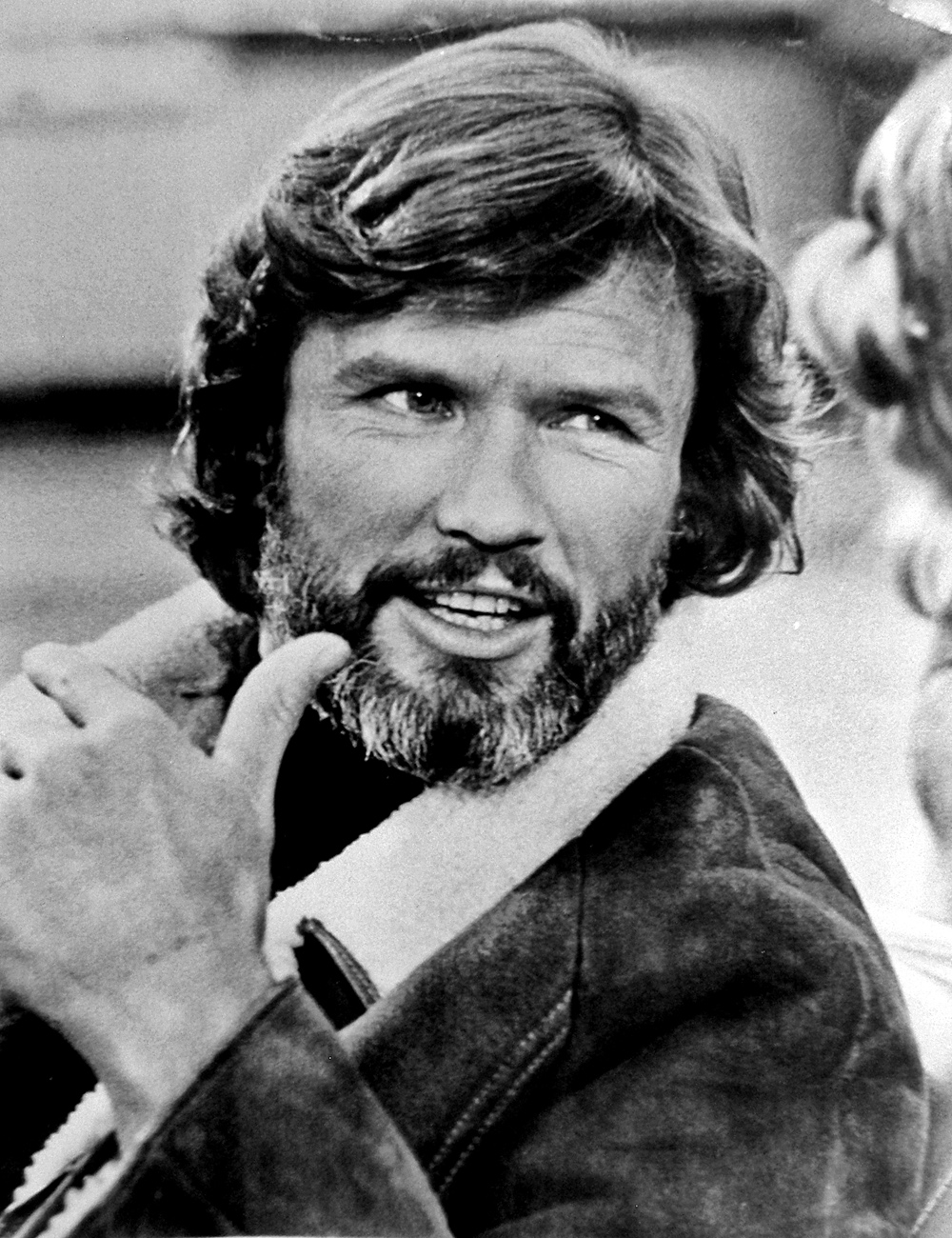
Kris Kristofferson.

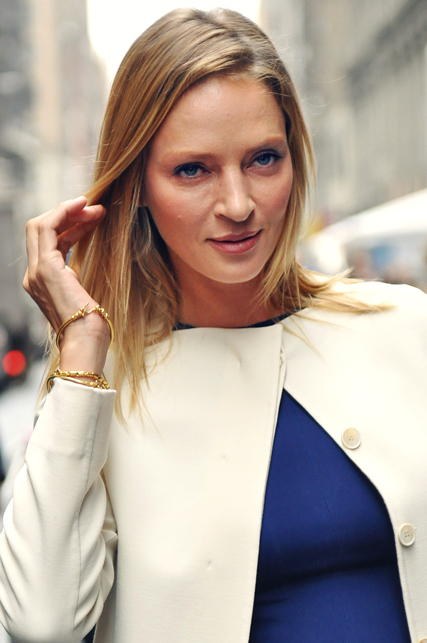
Uma Thurman.

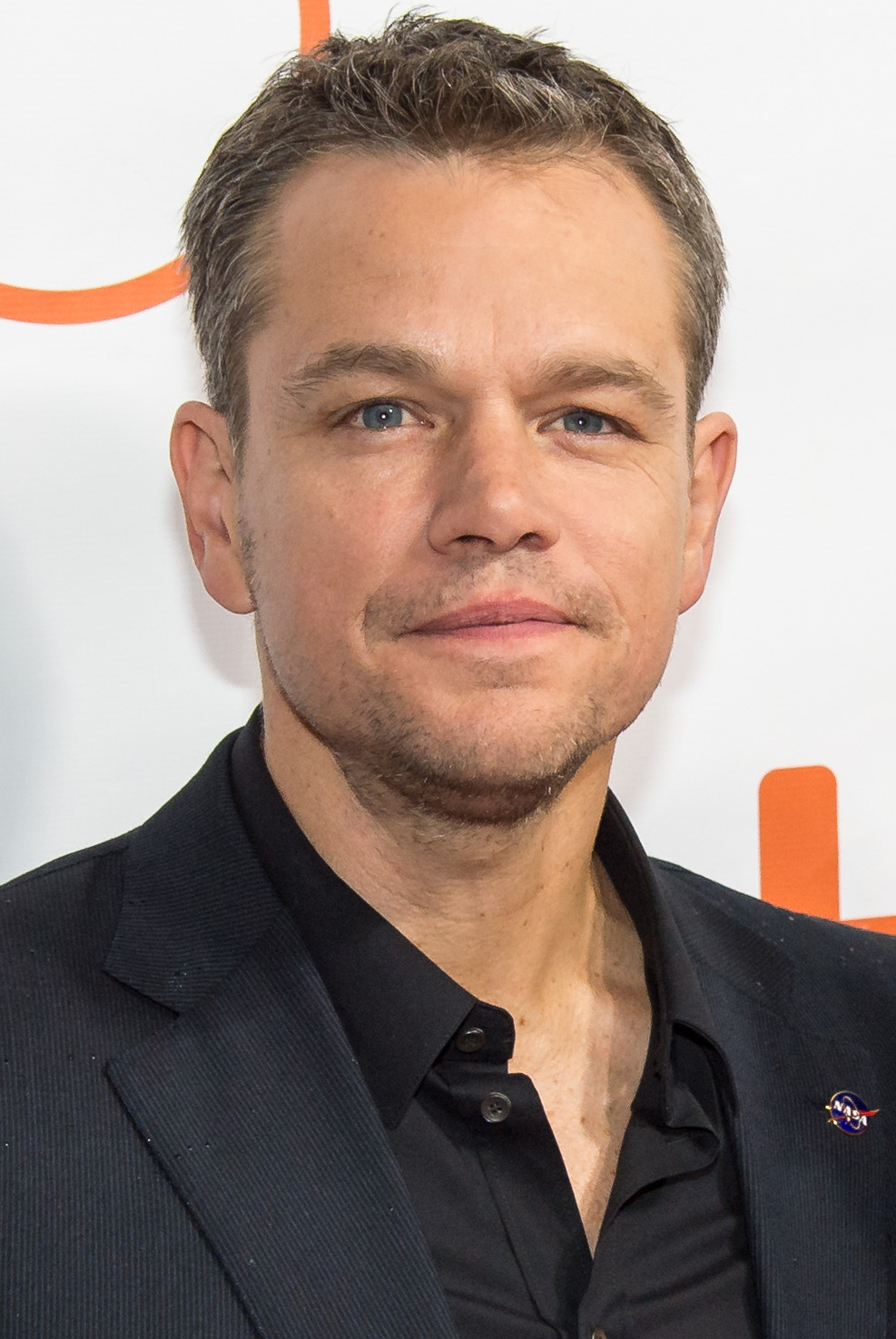
Matt Damon.

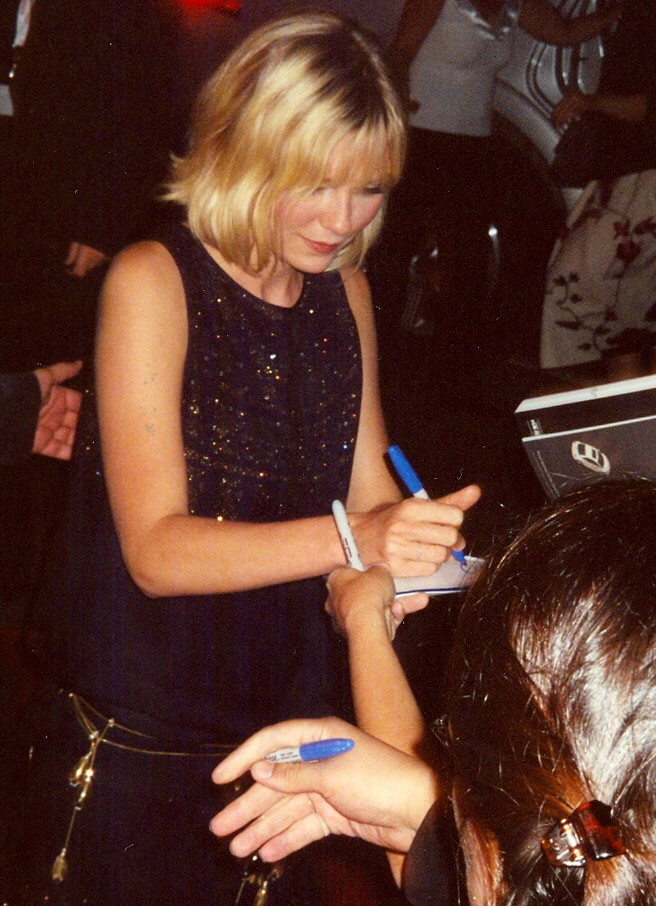
Kirsten Dunst.

- Maud Adams
- Josh Allen
- Candice Bergen
- Edgar Bergen
- Ingrid Bergman
- Nadia Björlin
- Veda Ann Borg
- Hayden Christensen
- James Coburn
- Matt Damon
- Kirsten Dunst
- Robert Englund
- Edie Falco
- James Franco
- Greta Garbo
- Melanie Griffith
- Jake Gyllenhaal
- Maggie Gyllenhaal
- Larry Hagman
- Signe Hasso
- Susan Hayward
- Jon Heder
- Garrett Hedlund
- Tippi Hedren
- Tor Johnson
- Van Johnson
- Val Kilmer
- Kris Kristofferson
- Brandon Lee
- Shannon Lee
- Viveca Lindfors
- Susan Lucci
- Ann-Margret
- Anna Q. Nilsson
- Warner Oland
- Nancy Olson
- Michelle Pfeiffer
- Mary-Louise Parker
- Andy Richter
- Julia Roberts
- Jean Seberg
- Inger Stevens
- Emma Stone
- Erik Per Sullivan
- Gloria Swanson
- Kristy Swanson
- Uma Thurman
- Mamie Van Doren
- Donnie Wahlberg
- Mark Wahlberg
- Maiara Walsh
- Stephen Gyllenhaal
- Mitch Hedberg
- Ozzie Nelson
- Steven Soderbergh
- Gustavus Hesselius
- Claes Oldenburg
- Gustaf Tenggren
- Ernst Alexanderson
- Carl David Anderson
- Chester Carlson
- John Ericsson
- Clarence Johnson
- Clarence Johnson
- Harry Nyquist
- John W. Nystrom
- Glenn Theodore Seaborg
- Gene Amdahl
- Eli Lilly
- Jan Stenbeck
- Gideon Sundbäck
- Lillian Gertrud Asplund
- Charles Lindbergh
- George Akerlof
- Linda Lee Cadwell
- Jonas Bronck
- Nelson Algren
- Ray Bradbury
- Victor Davis Hanson
- Edita Morris
- Carl Sandburg
- Gerald Vizenor
- Mamie Eisenhower
- Tipper Gore
- Jennifer Granholm
- Johnny Isakson
- Tim P. Johnson
- Charles August Lindbergh
- Culbert Olson
- William Rehnquist
- Earl Warren
- Joakim Noah